# 森ゆきえ
森 ゆきえ（もり ゆきえ、1979年4月24日 - ）は、日本の漫画家。女性。東京都出身。血液型B型。女子美術大学芸術学部デザイン学科卒業。

## 概要
1996年、高校2年生の時に第61回S・B賞佳作を受賞した『めだかの学校』が『りぼんオリジナル』8月号に掲載されデビュー。津山ちなみとの合作作品である『めだSCORE』という漫画も描いた。ゆきえ名義でドラゴンクエスト4コマクラブに投稿していたこともある。
また、『マーガレット』では、櫻井リヤの作品『仮スマ』と合わせた『カフェ☆スマ』という合作漫画を描いている。
妹をアシスタントにして、手伝ってもらい漫画を描いている。

## エピソード
イチゴ大福を作ろうとして「木工用ボンドにあんことイチゴをのせたような感じ」の物にしてしまったり、調理実習でシュークリームを作ったらゴムのような歯ごたえになってしまったり等、度々料理下手をネタにしている。
方向音痴で、デビュー間もない頃に集英社へ行こうとして、出る改札口を間違えたにもかかわらず、勘で突き進んだ結果、靖国神社に辿り着き迷った挙句、辿り着くも約束の時間に遅れたという。
りぼんマスコットコミックス『めだかの学校』1巻のプロフィールのところに、AB型と書いてあるがその頃は血液型を調べていなくて不明だった。その後、献血をしてB型とわかった。よくAB型と間違えられ、献血する前は他のプロフィールの血液型のところにAB型と書いていた。
ある日献血をして帰ろうとしたら、看護師に止められしばらく寝かされた。後で鏡をみたら、血の採られすぎで真っ青だった。ほかにも漫画家の半澤香織と遊びに行って献血に行こうとした事もある。
好きな食べ物はお好み焼き。
ブログ内で改造ピンキーストリートのフィギュアも公開している。
東京都出身だが、大阪府が好きという。

## 作品リスト
- めだかの学校（集英社、『りぼん』1996年8月号 - 2005年3月号、りぼんマスコットコミックス、全6巻）
- きょうのできごと（集英社、2005年 - 2006年、りぼんマスコットコミックス、全1巻）
- ブレイク・カフェ（集英社、『マーガレット』2005年 - 2010年、『ザ マーガレット』2011年1月号 - 2015年6月号、マーガレットコミックス、全5巻）
- みどりの山田君（集英社、『マーガレット』2011年 - 2012年、マーガレットコミックス、全1巻）
- 藩擬人化まんが 葵学園[注 1]（2013年2月5日発売[2]、著者:堀江宏樹・漫画:森ゆきえ、集英社クリエイティブ、全1巻、ISBN 978-4-420-31064-2）
- 女子のためのお江戸案内 ～恋とおしゃれと生き方と～（2014年8月9日発売[3]、著者:堀江宏樹・漫画:森ゆきえ、廣済堂出版、ISBN 978-4331518649）
- めだかの学校 2限目![注 2]（集英社、『りぼん』2015年1月号 - 2017年1月号）

### アンソロジー
- りぼん新人まんが家デビュー作集 12 お日様の笑顔 池野恋・編[注 3]（1996年12月発行、集英社、りぼんマスコットコミックス、ISBN 4-08-853895-1）
  - めだかの学校（『りぼんオリジナル』1996年8月号）
- 東日本大震災チャリティー漫画本 PARTY! SORA[注 4][4]（2011年8月5日発売[5]、メディアパル、ISBN 978-4-89610-202-4）
  - みどりの山田君×ブレイク☆カフェ[6]

### その他
- 絵師×魔女・魔法少女図鑑（2014年5月23日発売[7]、編集:サイドランチ、エムディエヌコーポレーション、ISBN 978-4-8443-6425-2）
- ゲームキャラクター イラスト上達講座（2014年9月17日発売[8]、著者:MUGENUP、翔泳社、ISBN 978-4798137117）

### 単行本未収録
- オールスター リレー 8コマギャグまんが クリスマス（『りぼん』1997年冬休みおたのしみ増刊号）
- オールスター リレー 8コマギャグまんが お正月（『りぼん』1997年冬休みおたのしみ増刊号）
- 「決して1人では見ないで下さい」 ふと目覚めて…（『りぼんオリジナル』1999年8月号）
- ごめ〜ん、ウソ 田中先生のウソ（『りぼんオリジナル』2000年4月号）
- 専業ラブリー主婦（『りぼん』2007年春の超びっくり大増刊号、夏休み大増刊号りぼんスペシャル、秋の大増刊号りぼんスペシャル、2008年お正月大増刊号りぼんスペシャル、春の大増刊号りぼんスペシャル）
- 灰色女子校日記（『りぼん』スペシャル2008年夏休み大増刊号）
- 探偵ミステイク（『マーガレット』2013年16号 - 22号、全7回）
- うしろにS子さん（『マーガレット』2013年16号[9][10][11][12] - 2019年6号[13][14]）
- グリムメイト（『りぼんスペシャルバニラ』2016年8月夏の大増刊号）
- 明日から漫画家めざす!（『りぼんスペシャルミント』2017年9月大増刊号 - 連載中）
- 友達ができました。（『りぼん』2023年8月号[15]）
- 空凪村にはなんにもない！〜空凪村広報課〜（『Cocohana』2024年3月号[16]、2024年6月号[17]、2024年10月号[18]、2025年2月号[19]、2025年7月号[20]）